# Englische Frauen-Cricket-Nationalmannschaft in Südafrika in der Saison 2011/12
Die Tour der englischen Cricket-Nationalmannschaft nach Südafrika in der Saison 2011/12 fand vom 21. bis zum 30. Oktober 2011 statt. Die internationale Cricket-Tour war Bestandteil der Internationalen Cricket-Saison 2011/12 und umfasste drei WODIs und drei WTwenty20s. England gewann die WODI-Serie 3–0 und die WTwenty20-Serie 2–0.

## Vorgeschichte
Für beide Mannschaften war es die erste Tour der Saison. Das letzte Aufeinandertreffen der beiden Mannschaften bei einer Tour fand in der Saison 2008 in England statt.

## Stadien
Das folgende Stadion wurde für die Tour als Austragungsort vorgesehen.
| Stadion     | Stadt         | Kapazität | Spiele                     |
| ----------- | ------------- | --------- | -------------------------- |
| Senwes Park | Potchefstroom | 18.000    | 1. – 3. WODI; 1. – 3. WT20 |

## Kaderlisten
England benannte seinen Kader am 7. September 2011. Südafrika benannte seinen Kader am 26. September 2011.
| WODI | WODI | WTwenty20 | WTwenty20 |
| Südafrika | England | Südafrika | England |
| --- | --- | --- | --- |
| - Cri-zelda Brits (K) - Mignon du Preez (VK) - Trisha Chetty (wk) - Dinesha Devnarain - Shandre Fritz - Alison Hodgkinson - Shabnim Ismail - Marizanne Kapp - Masabata Klaas - Sunette Loubser - Dane van Niekerk - Kirstie Thomson - Chloe Tryon - Yolandi van der Westhuizen | - Charlotte Edwards (K) - Tammy Beaumont (wk) - Arran Brindle - Katherine Brunt - Georgia Elwiss - Lydia Greenway - Isa Guha - Jenny Gunn - Danielle Hazell - Heather Knight - Laura Marsh - Sarah Taylor (wk) - Danielle Wyatt | - Mignon du Preez (K) - Trisha Chetty (VK, wk) - Cri-zelda Brits (K) - Dinesha Devnarain - Alison Hodgkinson - Shabnim Ismail - Masabata Klaas - Sunette Loubser - Dane van Niekerk - Melissa Smook - Kirstie Thomson - Chloe Tryon - Yolandi van der Westhuizen | - Charlotte Edwards (K) - Tammy Beaumont (wk) - Arran Brindle - Georgia Elwiss - Lydia Greenway - Isa Guha - Jenny Gunn - Danielle Hazell - Laura Marsh - Beth Morgan - Susie Rowe - Sarah Taylor (wk) |

## Women’s One-Day Internationals

### Erstes WODI in Potchefstroom
| 21. Oktober Scorecard | Potchefstroom | England 315-6 (50)          | – | Südafrika 219 (47.3) |
|                       |               | England gewinnt mit 96 Runs |   |                      |

Südafrika gewann den Münzwurf und entschied sich als Feldmannschaft zu beginnen. Als Spielerin des Spiels wurde Lydia Greenway ausgezeichnet.

### Zweites WODI in Potchefstroom
| 23. Oktober Scorecard | Potchefstroom | England 315-6 (50)          | – | Südafrika 219 (47.3) |
|                       |               | England gewinnt mit 96 Runs |   |                      |

Südafrika gewann den Münzwurf und entschied sich als Feldmannschaft zu beginnen. Als Spielerin des Spiels wurde Charlotte Edwards ausgezeichnet.

### Drittes WODI in Potchefstroom
| 25. Oktober Scorecard | Potchefstroom | Südafrika 181-9 (50)          | – | England 183-5 (43) |
|                       |               | England gewinnt mit 5 Wickets |   |                    |

England gewann den Münzwurf und entschied sich als Feldmannschaft zu beginnen. Als Spielerin des Spiels wurde Heather Knight ausgezeichnet.

## Women’s Twenty20 Internationals

### Erstes WTwenty20 in Potchefstroom
| 27. Oktober Scorecard | Potchefstroom | Südafrika 128-6 (20)          | – | England 131-3 (17.1) |
|                       |               | England gewinnt mit 7 Wickets |   |                      |

Südafrika gewann den Münzwurf und entschied sich als Schlagmannschaft zu beginnen. Als Spielerin des Spiels wurde Sarah Taylor ausgezeichnet.

### Zweites WTwenty20 in Potchefstroom
| 29. Oktober Scorecard | Potchefstroom | Südafrika 110-8 (20) | – | England 15-0 (2.2/2.2) |
|                       |               | No Result            |   |                        |

Südafrika gewann den Münzwurf und entschied sich als Schlagmannschaft zu beginnen.

### Drittes WTwenty20 in Potchefstroom
| 30. Oktober Scorecard | Potchefstroom | Südafrika 118-2 (20)          | – | England 121-3 (15.5) |
|                       |               | England gewinnt mit 7 Wickets |   |                      |

England gewann den Münzwurf und entschied sich als Feldmannschaft zu beginnen. Als Spielerin des Spiels wurde Sarah Taylor ausgezeichnet.

## Auszeichnungen

### Player of the Series
Als Player of the Series wurden der folgende Spieler ausgezeichnet.
| Serie | Player of the Series |
| ----- | -------------------- |
| WODI  | Lydia Greenway       |
| WT20  | Sarah Taylor         |

### Player of the Match
Als Player of the Match wurden die folgenden Spielerinnen ausgezeichnet.
| Spiel   | Player of the Match |
| ------- | ------------------- |
| 1. WODI | Lydia Greenway      |
| 2. WODI | Charlotte Edwards   |
| 3. WODI | Heather Knight      |
| 1. WT20 | Sarah Taylor        |
| 2. WT20 | –                   |
| 3. WT20 | Sarah Taylor        |